# Eva Mende
Eva Mende, auch Eva Mend (* 1975 in Köln) ist eine deutsche Schauspielerin.

## Leben
Eva Mende absolvierte an der Otto-Falckenberg-Schule in München ein viereinhalbjähriges Schauspielstudium. Des Weiteren war sie ein Jahr an der privaten The Masters School in Dobbs Ferry (New York). Vorrangig in Nebenrollen zu sehen, erreichte Mende jedoch Bekanntheit in den Fernsehfilmen Weihnachten, Unter dem Eis, und Löwenzahn – Die Reise ins Abenteuer.
Mende wohnt in Köln, nach anderer Quelle in Berlin.

## Filmografie (Auswahl)
- 2002: Weihnachten (2002) als Miriam
- 2004: Ein Engel namens Hans-Dieter
- 2005: Unter dem Eis als Maria Schneider
- 2005: Löwenzahn – Die Reise ins Abenteuer als Regina Stock
- 2012: Unter dem Eis (Folge: Alles auf eine Karte) als Felicia Callenberg
- 2013: Heiter bis tödlich: Alles Klara (Folge: Bäumlers Klippe) als Maklerin
- 2014: Der letzte Kronzeuge – Flucht in die Alpen (Fernsehfilm)
- 2015: Bettys Diagnose (Folge: Allein auf weitem Flur) als Sina Zimmermann